# Ричард Львиное Сердце (фильм, 1992)
«Ричард Львиное Сердце» — российский художественный фильм по мотивам романа английского писателя Вальтера Скотта «Талисман», снятый режиссёром Евгением Герасимовым в 1992 году по сценарию Сергея Тарасова. Продолжение — «Рыцарь Кеннет» — вышло в следующем году.
Фильм продолжает цикл лент кинорежиссёра и сценариста Сергея Тарасова о средневековой Англии по произведениям Вальтера Скотта, в частности, в фильме показаны события, когда Ричард I Львиное Сердце заболел во время Третьего крестового похода, направленного против войск Саладина. В это время к нему приходит лекарь из лагеря противника — от сарацинов.

## Сюжет
Действие разворачивается в 1189 году, в то время, когда мудрый калиф Египта отнял у христиан Гроб Господень. Христиане Европы, во главе с молодым королём Англии Ричардом Львиное Сердце, решают «порадеть за дело Христа» на Востоке.
По пустыне на коне едет в Иерусалим одинокий рыцарь — крестоносец Кеннет. На него нападает на белом коне сарацин. Между всадниками начинается борьба, но поняв, что силы их равны, они начинают разговор. Сарацин говорит, что его зовут Ширкоф, а Кеннет говорит, что едет к святому старцу Теодориху Энгаддийскому. Ширкоф обязуется сопровождать крестоносца в столь враждебной для христиан местности. Всё это происходит в то время, когда Ричард Львиное Сердце тяжело болен лихорадкой. Возле него постоянно находится английский барон Де Во Гисленд. В ущелье на сарацина нападает отшельник Теодорих, но Кеннет защищает его, и они вместе приезжают в пещеру к отшельнику. Кеннет отдаёт письмо Теодориху, а тот его обманным путём передаёт Ширкофу, который его ждал. В письме говорится, что христианские мудрецы предлагают мир.
На лагерь крестоносцев нападают хариджиты, которые одинаково опасны как для Саладина, так и для крестоносцев. После чего один из предводителей крестоносцев, граф Конрад Монферратский, мечтающий стать королём Иерусалимским и опасающийся соперничества за титул с Ричардом, решает настроить против него других монархов. Эту мысль он обговаривает с гроссмейстером Ордена тамплиеров. Наконец, в лагерь к Ричарду приезжает рыцарь Кеннет вместе с Ширкофом. Ширкоф представляется мавританским лекарем и заявляет, что готов излечить короля Ричарда. Соратники Ричарда сомневаются в успехе лекаря, но Ричард верит, что тот справится.
Лекарь даёт талисман Ричарду, чтобы он вылечился. А в лагере на пиру эрцгерцог австрийский Леопольд с вассалами, по наущению графа Монферратского, ставит на холме святого Георгия австрийский флаг рядом с английским с возгласами: «Да здравствует Австрия!». Ричард после лечения с помощью талисмана стал чувствовать прежние силы в себе и сбросил знамя Австрии, втаптывая его в землю. Ричард приказывает шотландцу Кеннету стеречь знамя Англии. К сожалению, ночью Кеннет покидает караульный пост, чтобы отправиться к своей Даме сердца, принцессе Эдит Плантагенет, родственнице Ричарда. К ней его направила супруга Ричарда Беренгария, чтобы подшутить над ним, подослав карлика к нему с кольцом Эдит. Карлик сказал, что она в опасности. Вместо себя Кеннет оставляет на посту своего пса, а когда возвращается, обнаруживает, что знамя украли, а пёс тяжело ранен.
За потерю знамени Англии Ричард намеревается казнить Кеннета. За рыцаря заступается супруга Ричарда и его родственница Эдит, намекая ему, что это по их вине он покинул пост.
Епископ Тирский говорит Ричарду, что на Совете, по инициативе французского короля Филиппа, хотели снова водрузить знамя Англии на холме святого Георгия. А эрцгерцог австрийский поклялся на Библии в том, что их вины в этом прискорбном случае нет. Также епископ говорит, что все государи решили вернуться в Европу, и начинает уговаривать Ричарда заключить мир с Саладином, отдав за него принцессу Эдит, дабы обезопасить весь христианский мир от войны. Ричард отказывает в таком мире и идёт на Совет государей и духовных отцов. Король Англии произносит убедительную речь, после которой все решили идти на Иерусалим!

## В ролях
| Актёр             | Роль                                                                    |
| ----------------- | ----------------------------------------------------------------------- |
| Александр Балуев  | Ричард Львиное Сердце, король Англии                                    |
| Армен Джигарханян | Саладин, султан Египта, Сирии и др. (он же Ширкоф, мавританский лекарь) |
| Сергей Жигунов    | Кеннет, рыцарь Шотландский                                              |
| Светлана Аманова  | Беренгария, жена Ричарда, королева Англии                               |
| Ирина Безрукова   | Эдит, родственница Ричарда, принцесса                                   |
| Андрей Болтнев    | Де Во Гисленд, английский барон                                         |
| Евгений Жариков   | епископ Тирский                                                         |
| Евгений Герасимов | Конрад, маркиз Монферратский                                            |
| Виктор Степанов   | Теодорик Энгаддийский, отшельник                                        |
| Иван Мартынов     | Жиль Амори, гроссмейстер Ордена Тамплиеров                              |
| Леван Мсхиладзе   | Филипп, король Франции                                                  |
| Сергей Данилевич  | Леопольд, эрцгерцог Австрийский                                         |
| Валерий Светлов   | карлик Нектабанус                                                       |

## Награды
- Приз Киноакадемии «Ника-92» за лучшую работу художника по костюмам (Н. Полях).
- Номинация на приз «Ника-92» за лучшую работу художника (О. Кравченя)[1].